# Akçaören
Akçaören (früher Ağcaviran) ist ein Dorf im Landkreis Ahlat der türkischen Provinz Bitlis. Akçaören liegt etwa 82 km nordöstlich der Provinzhauptstadt Bitlis und 24 km nördlich von Ahlat. Akçaören hatte laut der letzten Volkszählung 259 Einwohner (Stand Ende Dezember 2010). Die Bevölkerung besteht hauptsächlich aus Kurden und Osseten.